# The Road to El Dorado
The Road to El Dorado là một bộ phim hoạt hình phiêu lưu-ca nhạc năm 2000 của Mỹ do DreamWorks Animation sản xuất và DreamWorks Pictures phát hành. Nó được đạo diễn bởi Bibo Bergeron và Don Paul.